# Боярс, Гундарс
Гу́ндарс Бо́ярс (род. 24 февраля 1967 года) — латвийский политик и предприниматель. В настоящее время отошёл от политической деятельности и посвятил себя фермерству. Сын Юриса Боярса, председателя ЛСДРП и политического деятеля периода Атмоды.

## Биография
Гундарс Боярс родился в Риге, в семье офицера КГБ Юриса Боярса и врача-логопеда Эммы Бояре. Учился в Рижской средней школе № 50, поступил на Лесной факультет Латвийской сельскохозяйственной академии, но учёбу не закончил.
В 1992 году окончил созданный его отцом Институт международных отношений ЛУ, по специальности международных экономических отношений.
В том же году начал заниматься экспортом лесоматериалов. Работал в лиепайских портовых предприятиях «Laskana» и «Duna». Принимал участие в приватизации принадлежавшего самоуправлению предприятия «Piemare».
На 2000 год ему принадлежали значительные пакеты акций предприятий «Astramar Liepāja K.A.» и «Krast Invest» . Он руководил Лиепайским филиалом морского агентства «Astramar», учредителем которого стал в 1997 году. В марте 1997 года он стартовал на выборах в Лиепайскую думу по списку ЛСДРП и в свои 30 лет стал одним из самых молодых депутатов. В том же году Лиепайская городская дума выдвинула его в правление Лиепайского порта.
С 1998 года Боярс руководил управлением развития Лиепайской СЭЗ.
В октябре 1998 года баллотировался в 7 Сейм и был избран. В парламенте Боярс работал в комиссиях по иностранным делам и по национальной безопасности. Был выдвинут на должность товарища председателя Сейма Яниса Страуме.

### Во главе Рижской думы
В 2001 году Г.Боярс был избран в Рижскую думу, стал её председателем и председателем правления Рижского свободного порта. Фракция ЛСДРП работала в тандеме с фракцией «русской» партии ЗаПЧЕЛ и отметилась важными социальными инициативами. Например, при руководстве Гундарса Боярса в Риге возобновилось строительство социального жилья. В частности, после 10-летнего перерыва, связанного с восстановлением независимости Латвии, Рижская дума начала развивать жилмассив Дрейлини. Социальное жилье начали предоставлять выселяемым из денационализированных домов людям, многодетным семьям, инвалидам, для которых были оборудованы специальные квартиры на первых этажах.
Во время празднования 800-летия Риги Бондарс поддержал предложение предпринимателя Евгения Гомберга установить в центре Риги восстановленный им конный памятник Петру I. Бронзовую статую несколько дней можно было осмотреть в сквере возле управления Рижского свободного порта, однако постоянного места в центре Риги для памятника пока нашлось.
В 2002 году в Риге началась реализация проекта Южной транспортной системы — первого после восстановления независимости Латвии нового моста через Даугаву и транспортных развязок, облегчивших движение между берегами реки.
Гундарс Боярс восстановил связи латвийской столицы с Москвой и с Минском. При поддержке Московского правительства бывший Дворец культуры железнодорожников был полностью реконструирован и стал Домом Москвы. Первый визит Юрия Лужкова в Ригу прошёл 27-28 сентября 2002 года и в результате был подписан ряд документов о сотрудничестве — в частности, о создании предприятия по производству пассажирских автобусов Амо-Плант. При этом Боярс резко оппонировал правительству Латвии, пытавшемуся представить визит московского мэра как поддержку социалистов блока «Боярса, Рубикса и Жданок».

### Уход из политики
В 2005 году вновь избран в Рижскую думу, но должности потерял. В том же году был генеральным секретарём ЛСДРП. В декабре 2006 года приостановил работу ЛСДРП. В январе 2007 года вступил во фракцию ЛПП. На выборах Рижской думы в 2009 году был выдвинут как кандидат в депутаты от списка ЛПП/ЛЦ, однако не был избран.
После этого Гундарс Боярс ушёл из политики. С 2006 года он возглавлял представительство швейцарской компании «Ренова менеджмент АГ», планировавшей развивать в Риге масштабный проект «Новый Межапарк» на земле, купленной у предпринимательницы Инары Вилкасте. Инвестиции планировали в размере 800 млн евро, однако из всех проектов был реализован только один — здание для латвийской Службы государственных доходов. В 2016 году государственное акционерное общество государственной недвижимости (Valsts nekustamie īpašumi) приобрело у связанного с российским мультимиллиардером Виктором Вексельбергом предприятия компанию, владеющую зданием Службы госдоходов, за 21,462 млн евро, вместе с долгами и отягощениями на сумму 60 млн. Кадастровая стоимость земли и здания многократно меньше не только суммы долга, но и уплаченной суммы.
В 2016 году Боярс рассказал, что живёт в Адажи и выращивает ягоды, по производству чёрной смородины его хозяйство вышло на пятое место в Латвии. Он также выращивает облепиху, изготавливая из нее натуральный сок.

## Награды
- Великий офицер ордена Заслуг (2003 год, Португалия)[12]